# Marie van Bourbon-Orléans

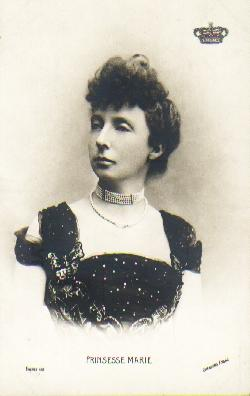
Prinses Marie

Marie Amélie Françoise Hélène van Bourbon-Orléans (Richmond upon Thames, 13 januari 1865 - Kopenhagen, 4 december 1909), was een Franse prinses.
Zij was de dochter van Robert van Bourbon-Orléans (een zoon van Ferdinand Filips van Orléans en Françoise van Orléans (een dochter van Frans van Orléans en Francisca Caroline van Portugal en Brazilië). Haar ouders waren volle neef en nicht.
Zelf trouwde ze op 20 oktober 1885 in Parijs met de Deense prins Waldemar (de jongste zoon van koning Christiaan IX van Denemarken). Het paar kreeg vijf kinderen:
- Aage (1887-1940)
- Axel (1888-1964)
- Erik (1890-1960)
- Viggo (1893-1970)
- Margarethe (1895-1992), die zou trouwen met René van Bourbon-Parma, zoon van Robert I van Parma.

Uit liefde voor haar man, die een hartstochtelijk zeeman was, liet Marie een anker op haar bovenarm tatoeëren. Waldemar was homoseksueel en had sinds 1903 een relatie met zijn neef George van Griekenland.